# Psst pp Piano

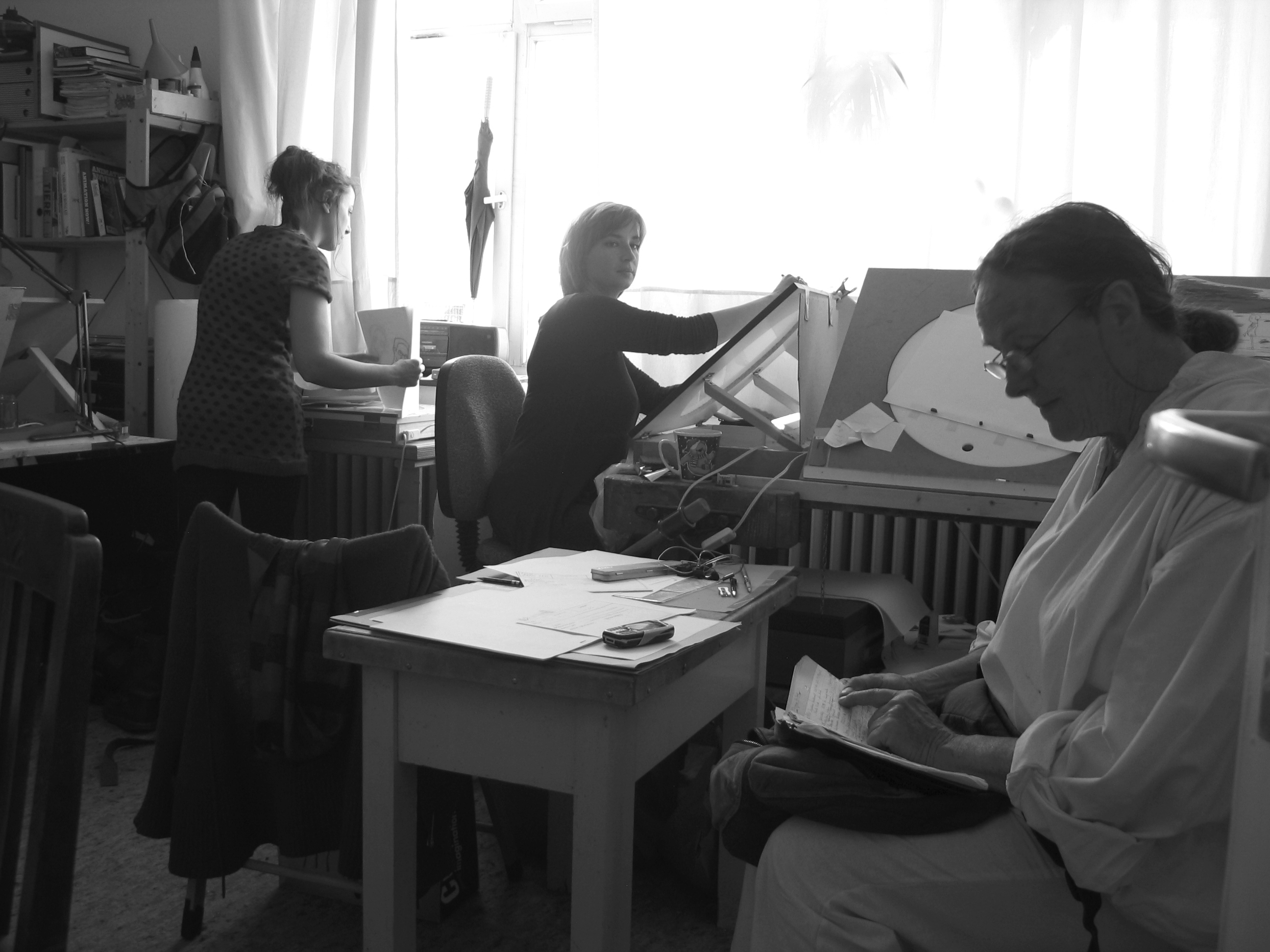
Im Frühjahr 2009 besuchte Mary Bauermeister das Produktionsteam des Zeichentrickfilms Psst pp Piano - Hommage à Mary Bauermeister im Atelier Gregor Zootzky am Eifelwall 3 in Köln.

Psst pp Piano - Hommage à Mary Bauermeister ist ein deutscher Zeichentrickfilm von Gregor Zootzky aus dem Jahr 2009. Der Film führt mit dokumentarischem Charakter durch die Kunstgeschichte – von den Anfängen des Dadaismus (1916), bis hin zur Prä-Fluxus-Bewegung (1960–1962) im Rheinland. Die Hauptfiguren im Film sind Künstler, die in Mary Bauermeisters Atelier in der Kölner Lintgasse 28, die Grundsteine für die Fluxus-Bewegung legten: Mary Bauermeister, Karlheinz Stockhausen, Hans G Helms, John Cage, Nam June Paik und Benjamin Patterson. Das zentrale Ereignis des Films ist die Darstellung des Konzerts von Nam June Paik Aufführung „Hommage à John Cage“ aus dem Jahr 1960. Die Handlung des Films basiert auf den wahren Begebenheiten, Impressionen, Deutungen und auf Erzählungen der Künstler.

## Inhalt
Erster Akt: „Herleitung“
In Zürich formiert sich 1916 während des Ersten Weltkriegs im Cabaret Voltaire die künstlerische Protestbewegung der Dadaisten. Auf der Bühne steht Hugo Ball in einem Papierkostüm, das an einen flugunfähigen Vogel erinnert, und schmettert dem Publikum Gedichte in Form von Geräuschen entgegen. Dann legt er mit seinem Mund ein Ei in die Landschaft unter einem Bombenhimmel. Das Ei ist gleichzeitig ein Samenkorn, das unter dem Bombenhimmel keimt und zu einem Baum heranwächst. Die Arbeit „Fountain“ von Marcel Duchamp, ein bekanntes Ready-made aus dem Jahr 1917, gesellt sich zu dem wachsenden Baum. Dazu gesellt sich ein Bildelement aus Metaphysika von Giorgio de Chirico und schließlich Sigmund Freud, der auf einer Couch liegend den Patienten Eddy behandelt. Aus dem Pfeifenkopf des Werks Ceci n'est pas une pipe von René Magritte, das sich aus Freuds Pfeifenrauch am Firmament aufbaut, springt ein Hund in Bezug zum Film von Luis Buñuel Un Chien Andalou und uriniert gegen einen Baum. Bildelemente von Salvador Dali verdeutlichen, dass wir uns mitten im Surrealismus befinden. Wir schreiben das Jahr 1934 und Mary Bauermeister wird geboren. In ihrer Kindheit beginnt der Zweite Weltkrieg. Leni Riefenstahl filmt das Militär für den Film Triumph des Willens. Die Nazis unter Adolf Hitler beherrschen das Land. Schließlich befreien die Alliierten das Land von der nationalsozialistischen Besatzung und zerstören die Städte. Für Mary bricht ein Gebäude des Glaubens an die bestehende Gesellschaft zusammen. Sie und ihre Familie feiern schließlich die Befreiung, packen Carepakete aus und Mary fängt mit strahlend weißen Zähnen Bonbons auf, die ihr ein afroamerikanischer Soldat von einem Panzer zuwirft. Sie belebt den von den Dadaisten gepflanzten Baum und ordnet die Trümmer zu einem Trümmerbild, das sich zur Skyline von Paris formt. Dort, in der Rue Gentil-Bernard in Fontenay-aux-Roses, unternimmt Yves Klein 1960 seinen berühmten Sprung ins Leere und lässt die Anthropometrien entstehen, bei denen Modelle nackt und mit blauer Farbe getränkt die Leinwand mit ihren Körpern bemalen.
Zweiter Akt: „Prä-Fluxus“
Zeitgleich zu den Aktionen in Paris befindet sich Mary Bauermeister in ihrem Kölner Dachatelier und produziert Pünktchenbilder (von Max Bill als konstruktiver Tachismus bezeichnet). Die verpackten Gebäude und Elemente verweisen auf Christo, der in Mary Bauermeisters Atelier zu Gast war und in Köln Objekte verpackte. Zusammen mit Cornelius Cardew und Marys damaligem Freund, dem Künstler Haro Lauhus, plant sie in ihrem Dachatelier in der Lintgasse 28 in der Kölner Altstadt das Contré-Festival. Sie ist die Muse und Organisatorin des Festivals und hilft als Rapunzel mit langen blonden Zöpfen John Cage und Nam June Paik in ihr Atelier. Das Festival findet parallel zum IGNM-Festival für Neue Musik statt, bei dem etablierte Künstler wie Karlheinz Stockhausen auftreten. Mit dem Contré-Festival bietet sie Künstlern eine Bühne, deren Stücke zu radikal für das offizielle Programm des WDR sind. Nach den Aufführungen kommen die Besucher, darunter auch etablierte Künstler wie Karlheinz Stockhausen, in ihr Atelier, um die Hommage à John Cage von Nam June Paik zu sehen. Mary und Karlheinz Stockhausen verlieben sich und sind überglücklich. In Nam June Paiks Performance lullt er das Publikum zunächst mit melodischen Kompositionen ein, schockiert es dann, indem er das Klavier umwirft, Tonbandkompositionen abspielt und mit einem Besenstiel als Gewehr auf das Publikum schießt. Schließlich schamponiert Paik John Cage die Haare und schneidet ihm nach rheinischem Karnevalsbrauch die Krawatte ab. Triumphierend zertrümmert Paik mit der Faust eine Glasscheibe und verlässt blutend den Raum. Dann klingelt das Telefon im Atelier und Mary Bauermeister teilt Paiks Publikum mit, dass das Konzert nun zu Ende sei.
Dritter Akt: „Originale“ und „Abschied“
Innerhalb der von Karlheinz Stockhausen geschaffenen Struktur führt Nam June Paik im Kölner Theater am Dom die Performance Zen for Head auf. Er malt mit schwarzer Tusche auf seinem Kopf. Hans G Helms liest aus seinem Werk Fa:m Ahniesgwow, einer Vokalkomposition aus über zwanzig Sprachidiomen. Mary Bauermeister stellt sich zu ihm auf die Bühne und malt ein Bild, bei dem die Farbe über die Leinwand läuft, die sie dreht und so dem Farbfluss eine andere Richtung gibt. Auf der Bühne stehen Musikinstrumente und von der Decke hängt ein Vogelkäfig, in dem ein Vogel zwitschert, der nicht herausfliegt, obwohl die Tür des Käfigs offen ist.
Das Haus in der Lintgasse 28, das Licht im Dachatelier wird ausgeschaltet. Es wird dunkel.  Die Protagonisten Mary Bauermeister, Hans G Helms, Nam June Paik und Benjamin Patterson tragen das Klavier aus dem Haus und schleppen es zur Deutzer Brücke. Sie werfen das Klavier über die Brücke in den Rhein, wo es im Strom versinkt, und gehen. Mary Bauermeister geht am nächsten Tag zum Flughafen und fliegt weg. Das Flugzeug zeichnet Wolkenformationen in den Himmel „to be continued in the USA“.

## Entstehungsgeschichte
Mary Bauermeister mietete das Dachgeschoss in der Lintgasse 28 (Kölner Altstadt). Dort veranstaltete sie 1960 und 1961 Ausstellungen und Konzerte. Legendär wurde Bauermeisters Contre Festival, das sie parallel zum Weltmusikfest der Internationale Gesellschaft für Neue Musik (IGNM), das 1960 in Köln stattfand, veranstaltete. Sie nahm die jungen Komponisten auf, die vom offiziellen Festival abgelehnt wurden und legte ihre Konzerte in den späten Abend, so dass alle Musikinteressierten nach den IGNM-Konzerten in das Atelier Lintgasse kommen konnten. So kam es, dass sich Gäste wie John Cage, Nam June Paik, David Tudor, Sylvano Bussotti, Cornelius Cardew, Karlheinz Stockhausen in Bauermeisters Atelier einfanden. Diese Zusammenhänge und die Stimmung des Aufbruchs, lieferten die Inspiration zu dem Film Psst pp Piano - Hommage à Mary Bauermeister.
Der Film wurde mit Kulturfördermitteln des Landschaftsverband Rheinland LVR und der Filmstiftung NRW produziert.
Der Film wurde am Leuchttisch in der traditionellen Trickfilmtechnik (Zeichnung auf Papier) hergestellt. Die Bearbeitung der Zeichnungen erfolgte bei Cambridge Animo im Trickfilmstudio Steinmetz, Köln. Die endgültige Kopie ist ein 35 mm Film im Cinemascope-Format (1:2,35). Seit 2022 gibt es auch eine Kopie im Digital-Cinema-Package-Format (DCP). Die Tonspur ist Stereo. Die Länge des Films beträgt 10 Minuten und 40 Sekunden. Der Film ist schwarz-weiß mit selektiver Farbgebung.

## Veröffentlichung
Die Premiere von psst pp Piano - Hommage à Mary Bauermeister fand am 20. September 2009 im Filmforum NRW (Museum Ludwig, Köln) statt. 
Die Deutsche Film- und Medienbewertung (FBW) verlieh dem Film das Prädikat besonders wertvoll und erklärte ihn zum Film des Monats März 2010.  Nach Prüfung durch die Freiwillige Selbstkontrolle der Filmwirtschaft (FSK) erhielt der Film eine Freigabe ab 0 Jahren.
Eine Kopie des Films auf 35 mm wurde in zwei Archiven gelagert. Im Bundesarchiv (Deutschland) in Koblenz und im Filmarchiv Düsseldorf. Die Nullkopie (3 Büchsen) befindet sich im Filmlager Unterföhring.